# -hou
-hou는 채널 제도와 노르망디에 붙어있는 접사이다. 노르만어의 고대 노르드어에서 '작은 섬'을 뜻한다.

## 목록
- 건지섬
  - 리우섬(Lihou)
  - 오우메츠섬(Houmets)
- 올더니섬
  - 부르우섬(Burhou)
- 험섬
  - 제트후섬(Jethou)

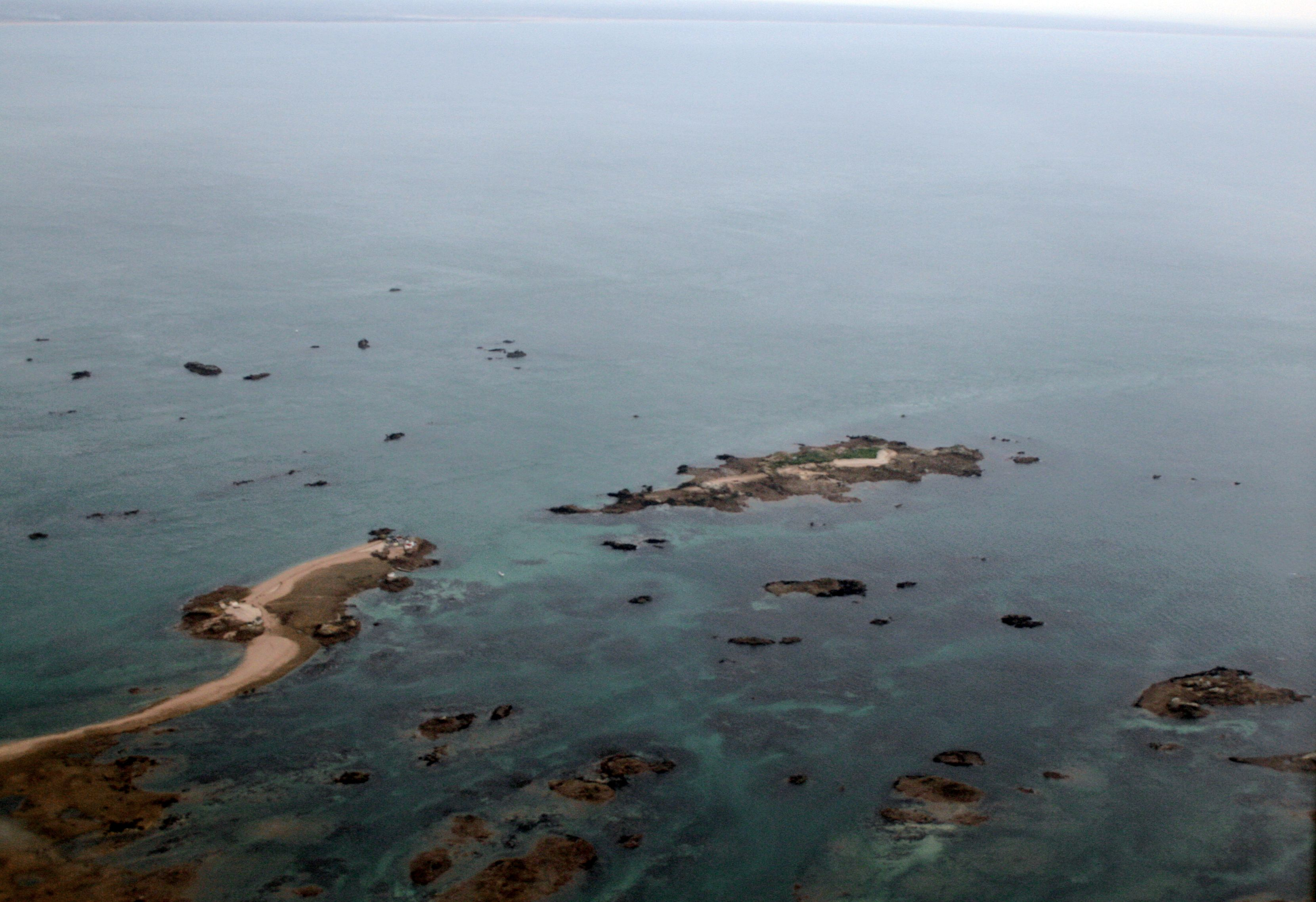
Les Écréhous의 광경

  - 르 플래트 오우메츠(Le Plat Houmet)
- 사크섬
  - 브레쿠섬(Brecqhou)
- 저지섬
  - 레 에크레오스섬(Écréhous)
  - 르 플래트 오우메츠
  - 르 오우메츠 두 오아이스(Le Hommet du Ouaisné)
  - 레 오우메츠(Les Hommets)
  - 라 로코코(La Rocco, rocque-hou이 어원)
  - 이코(Icho, ic-hou이 어원)